# Кабанбай (Туркестанская область)
Кабанбай (каз. Қабанбай) — село в Тюлькубасском районе Туркестанской области Казахстана. Входит в состав Тастумсыкского сельского округа. Код КАТО — 516061600.

## Население
В 1999 году население села составляло 247 человек (124 мужчины и 123 женщины). По данным переписи 2009 года, в селе проживало 257 человек (120 мужчин и 137 женщин).